# Philodromus collinus
De Philodromus collinus (tên tiếng Anh: lente-renspin) là một loài nhện trong họ Philodromidae.
Loài này thuộc chi Philodromus. Philodromus collinus được Carl Ludwig Koch miêu tả năm 1835.